# Killarmy
Skupina Killarmy je rapová skupina, jež spadá do rodiny Wu-tang Clan. Od roku 1990, což se dá označit jako rozkvět samotných Wu-Tang, vzniklo mnoho skupin, jež styl newyorských 9(8) MC's napodobovali. Je to právě skupina Killarmy, která byla z těchto napodobitelů takřka nejlepší. Tvrdé a zároveň lítostně recitované texty o válce, jejím vzniku i průběhu, to jest typické právě pro tuto grupu. Skupinu založil v roce 1995 4th Disciple, spolu s 9th Prince (mladší bratr RZA), Beretta 9, Dom Pachino, Islord, Killa Sin a Shogun Assassonem.

## Diskografie
- Silent Weapons For Quiet Wars (1997)
- Dirty Weaponry (1998)
- Fear, Love and War (2001)
- Greatest Hits (2011)